# Enquesta sobre l'amor
Enquesta sobre l'amor (originalment en italià, Comizi d'amore) és una pel·lícula de documental italià de 1965 dirigit per Pier Paolo Pasolini. S'ha subtitulat en català.
El 1963 Pier Paolo Pasolini i el productor Alfredo Bini van recórrer Itàlia per trobar llocs i cares per a la nova pel·lícula del director friülà, L'evangeli segons sant Mateu. Però Pasolini fa temps que té una obsessió: conèixer les opinions dels italians sobre sexualitat, amor i moral i veure com la moral del seu país ha canviat en els darrers anys.
Per tant, es decideix combinar els dos i Pasolini entra al camp, amb el micròfon a la mà, per parlar amb els italians sobre "invertit", "primera vegada", "prostitutes" i "divorci". El resultat és un retrat del país contradictori, una secció transversal d'una Itàlia a diverses velocitats, una imatge desconcertant que alterna obertures falsament casuals al nord i rigidesa ancestral al sud.
Dins de la pel·lícula també hi ha les opinions autoritzades dels "amics" de Pasolini com Alberto Moravia, Cesare Musatti, Adele Cambria, Camilla Cederna, Giuseppe Ungaretti i Oriana Fallaci. La impressió que s'obté d'aquesta extraordinària pel·lícula d'investigació és la d'una gran ignorància generalitzada fins i tot en els sectors més cultes de la població, d'un profund endarreriment i la por de l'italià mitjà a enfrontar-se sense vergonya a un enfrontament vinculat al tema de la sexualitat.

## Estructura de la pel·lícula
La pel·lícula es divideix en diverses parts segons els temes tractats o les diverses zones d'Itàlia on es van rodar les entrevistes.

### Primer temps
- Investigació 1: fregit a la italiana. On veiem una mena de venedor viatger que fa una volta per Itàlia per investigar els italians sobre els seus gustos sexuals: i no per llançar un producte, sinó amb la intenció més sincera d'entendre i informar fidelment.
  - Com acullen els italians la idea de pel·lícules d'aquest gènere?
  - Com es comporten davant la idea de la importància del sexe a la vida?
- Recerca 2 - Fàstic o llàstima? (o l'homosexualitat)[3] »

### Segon temps
- Recerca 3 - La veritable Itàlia?
  - Reunions a les platges romanes o sexe com a sexe
  - Reunions a les platges de Milà o el sexe com a afició
  - Reunió a les platges del sud o sexe com a honor
  - Reunions a la platja o sexe com a esdeveniment
  - Reunions a platges toscanes (populars) o sexe per plaer
  - Reunions a les platges toscanes (burgeses) o el sexe com a deure
- Investigació 4: des de baix i des del fons

## Reconeixements
Fou estrenada al Festival Internacional de Cinema de Locarno. La pel·lícula ha estat seleccionada entre els 100 film italiani da salvare.